# Kopstal
Kopstal är en kommun och en liten stad i centrala Luxemburg. Den ligger i kantonen Capellen och distriktet Luxemburg, i den centrala delen av landet, 7 kilometer nordväst om huvudstaden Luxemburg. Antalet invånare är 3 337. Arean är 7,9 kvadratkilometer.

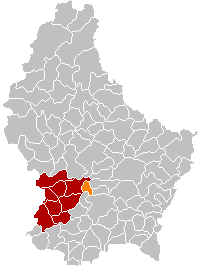
Kopstal markerad med orange i karta över Luxemburg